# Strange Beautiful Music
Strange Beautiful Music — девятый студийный альбом американского гитариста Джо Сатриани, выпущенный 25 июня 2002 года лейблом Epic Records; в формате Super Audio CD издание было выпущено 10 сентября. Альбом достиг № 140 в американском Billboard 200 и оставался на этой позиции неделю, а также вошёл в Топ-100 в четырёх других странах. Композиция «Starry Night» была выпущена в качестве сингла и получила номинацию за лучшее инструментальное рок-исполнение на 45-й церемонии «Грэмми» (2003); это у Сатриани двенадцатая такая номинация. Заголовок Strange Beautiful Music — это также название издательской компании Джо Сатриани. Альбом примечателен также тем, что в его записи принимал участие выдающийся британский гитарист Роберт Фрипп.

## Релиз и тур
Запись альбома началась в январе 2002 года. Анонсирован он был 25 марта. Мировые гастроли начались в Европе в июле, затем в Северной Америке в августе-сентябре, Восточной Азии в октябре, дополнительные туры в Северной Америке с ноября 2002 до февраля 2003 года, Центральной Америке в марте и закончились в Южной Америке в апреле 2003 года.

## Список композиций
Вся музыка написана Джо Сатриани, кроме отмеченных.
| №                   | Название                                   | Длительность |
| ------------------- | ------------------------------------------ | ------------ |
| 1.                  | «Oriental Melody»                          | 3:56         |
| 2.                  | «Belly Dancer»                             | 5:02         |
| 3.                  | «Starry Night»                             | 3:55         |
| 4.                  | «Chords of Life»                           | 4:13         |
| 5.                  | «Mind Storm»                               | 4:12         |
| 6.                  | «Sleep Walk» (Санто Фарина, Джонни Фарина) | 2:46         |
| 7.                  | «New Last Jam»                             | 4:19         |
| 8.                  | «Mountain Song»                            | 3:31         |
| 9.                  | «What Breaks a Heart»                      | 5:20         |
| 10.                 | «Seven String»                             | 4:02         |
| 11.                 | «Hill Groove»                              | 4:10         |
| 12.                 | «The Journey»                              | 4:09         |
| 13.                 | «The Traveler»                             | 5:39         |
| 14.                 | «You Saved My Life»                        | 5:02         |
| Общая длительность: | Общая длительность:                        | 60:22        |

| №   | Название          | Длительность |
| --- | ----------------- | ------------ |
| 15. | «The Eight Steps» | 5:44         |
| 16. | «Slick»           | 3:41         |

## Персонал
- Джо Сатриани — гитара, банджо, клавишные (треки 11, 14), ситара, арфы (трек 2), бас, инжиниринг, микширование, продюсирование
- Роберт Фрипп — фриппертроника[англ.] (трек 6)
- Эрик Кодье[англ.] — клавишные (трек 4), цифровое редактирование, продюсирование
- Джефф Кампителли[англ.] — ударные, перкуссия (трек 14)
- Грег Биссонетт[англ.] — ударные (трек 2)
- Джон Куниберти — перкуссия (треки 1, 2, 5, 10, 11), инжиниринг, микширование, продюсирование
- Мэтт Биссонетт[англ.] — бас
- Пиа Вай[англ.] — арфа (трек 4)
- Джастин Фелпс — помощник звукоинженера, цифровое редактирование
- Берни Грандмэн[англ.] — мастеринг

## Позиции в чартах
| Год  | Чарт                      | Позиция |
| ---- | ------------------------- | ------- |
| 2002 | Французский чарт альбомов | 38      |
| 2002 | Швейцарский чарт альбомов | 78      |
| 2002 | Голландский чарт альбомов | 84      |
| 2002 | Немецкий чарт альбомов    | 92      |
| 2002 | Billboard 200             | 140     |

## Награды
| Мероприятие | Название       | Награда                                | Результат   |
| ----------- | -------------- | -------------------------------------- | ----------- |
| 2003 Грэмми | «Starry Night» | Лучшее инструментальное рок-исполнение | Номинирован |